# 吕伯斯托夫
吕贝尔斯托尔夫是德国梅克伦堡-前波莫瑞州的一个市镇。总面积12.99平方公里，总人口221人，其中男性114人，女性107人（2011年12月31日），人口密度17人/平方公里。